# Conflict 88
Conflict 88, gelegentlich auch Conflict eighty-eight oder nur als Conflict geschrieben, ist eine tschechische Rechtsrock-Band aus Pilsen um Schlagzeuger und Sänger Tomáš Hnídek. Sie ist eine der wichtigsten und bekanntesten Bands der tschechischen White-Power-Szene und gilt als offen neonazistisch.

## Bandgeschichte
1994 gründete Tomáš Hnídek Conflict 88. Der Zahlencode 88 ist ein international verwendetes Zeichen für Heil Hitler. Die Band stand von Beginn an dem Blood & Honour-Netzwerk nahe. Über deren sogenannte „Division Bohemia“ erschien 1996 das Demo Braň se!. 1998 folgte das Debütalbum Vrať se k Nám über das skandinavische Independent-Label Nordic Heroes Promotion. Im gleichen Jahr spielte die Band zusammen mit Brutal Attack vor 700 Zuschauern, darunter einigen Deutschen, in ihrem Heimatort Pilsen. Seit dem 1999er Album Hra nekončí erschienen alle Veröffentlichungen im Eigenvertrieb beziehungsweise über das Blood & Honour-Netzwerk.
Die Band ist grenzübergreifend tätig und arbeitet eng mit deutschen Neonazis zusammen. 2005 erschien ein Livealbum der Band, das in Jablonné v Podještědí mitgeschnitten wurde. Im Publikum waren zahlreiche sächsische Rechtsextremisten versammelt, die insbesondere wegen der deutschen Band Frontalkraft angereist waren, die ebenfalls spielte. 2007 spielte die Band auf dem sogenannten Fest der Völker zusammen mit der deutschen Band Sleipnir sowie den britischen Brutal Attack. Der Auftritt wurde vom deutschen Rechtsrock-Label PC Records später als DVD vermarktet. Auf der DVD wurde beim Bandnamen die „88“ weggelassen. 2009 erschien eine Split-CD mit der deutschen Band Sachsonia, ebenfalls über PC Records.
Nach einer längeren Pause erschien 2015 ihr bis dato letztes Album Zlámaná Křídla.

## Stil
Die Band, die auch heute noch aktiv ist, wird vom tschechischen Innen-Nachrichtendienst Bezpečnostní informační služba (BIS) beobachtet und als neonazistisch eingestuft. In ihren Texten hetzt die Band gegen Minderheiten, vor allem gegen Roma, und verherrlicht NS-Größen wie Rudolf Heß. Sie unterstützt das internationale Neonazi-Netzwerk Blood & Honour und spielte unter anderem Konzerte für die deutsche NPD.

## Diskografie

### Alben
- 1998: Vrať se k nám (Album, Nordic Heroes Promotion)
- 1999: Hra nekončí (Album, Eigenproduktion)
- 2004: Svatá Zem (Album, Eigenproduktion)
- 2005: Conflict Live! (Livealbum, Eigenproduktion)
- 2007: Rudý Samet (Album, Eigenproduktion)
- 2015: Zlámaná Křídla (Album, Eigenproduktion)

### Sonstige Veröffentlichungen
- 1996: Braň se! (Demo, Blood & Honour Division Bohemia)
- 2008: Fest der Völker 2007 (DVD mit Sleipnir und Brutal Attack, PC Records)
- 2009: Sächsisch-Böhmische Hausmannskost / Saskočeská Kuchynĕ (Split-CD mit Sachsonia, PC Records)